# Havnbjerg Kirke
Havnbjerg Kirke i Havnbjerg Sogn, Als Nørre Herred i Sønderborg Amt er en romansk kirke opført ca. 1140 i kampesten. Korhvælving fra senmiddelalderen. Klokke fra 1370. Genforeningsklokke. Klokke fra 2004. Tårnet opført i 1854.
Kirken fremstår hvidkalket med blåsort tegltag. Det 15 meter høje tårnspir er beklædt med sorttjæret træspåner.
Indvendig er kirken hvidkalket. Bruskbarok-prædikestol fra 1670, bekostet af Hertug Adolf af Nordborg og fremstillet i Flensborg med fem billeder af Mariæ Bebudelse, Jesu Fødsel, Jesu Dåb, Korsfæstelsen og Opstandelsen.
Altertavle fra 1828 med C.W. Eckersbergs maleri "Jesus i Getsemane Have".
Fragmenter af kirkens middelalderlige altertavle (fra 1500-1515) er bevaret, og er nu på Nationalmuseet, i magasin i Ørholm. Hertil hører en udskåret figur forestillende Paulus, der holder en posebog i højre hånd.
Kalkmalerier.
Orgel fra 1987. Præstetavle fra reformationen til i dag.
Den gamle del af kirkegården er omgærdet af et stendige. På kirkegårdens gamle del har de enkelte landsbyer deres eget område, placeret i kompasretningen til landsbyen med kirken som centrum.